# ديفيد آي. روبنسون
ديفيد آي. روبنسون (بالإنجليزية: David I. Robinson)‏ هو مدرس أمريكي، ولد في 6 أكتوبر 1844، وتوفي في 13 نوفمبر 1921.